# Something/Come Together
Something/Come Together è un singolo discografico dei Beatles, pubblicato nel Regno Unito  nel 1969.

## Tracce
1. Something – 2:58 (George Harrison)
2. Come Together – 4:15 (John Lennon e Paul McCartney)

## Storia
La registrazione di Something iniziò a febbraio 1969, mentre quella di Come Together a luglio. Per entrambe il mixaggio finì ad agosto.
È stato l'unico singolo dei Beatles a uscire dopo l'album che già ne conteneva i brani, in questo caso Abbey Road. È anche l'unico a contenere un brano di George Harrison pubblicato come lato A in un singolo dei Beatles.

## Accoglienza
Critiche positive sono cadute su Something, anche da parte degli stessi Beatles. Infatti Lennon la considera la migliore canzone di Abbey Road, Paul McCartney la migliore di George. Anche altri artisti si sono espressi favorevolmente a suo riguardo, ad esempio, Frank Sinatra la considera la migliore canzone d'amore mai scritta. Più negative sono state le critiche a Come Together; era stata commissionata da Timothy Leary per appoggiare la sua candidatura a governatore della California. Non essendo stata utilizzata, Lennon l'aveva utilizzata per l'album.

## Controversie
Per il verso iniziale del brano Come Together preso dalla canzone You Can't Catch Me di Chuck Berry, vi furono scontri con il detentore dei diritti, Morry Levy.

## Formazione

### The Beatles
- John Lennon: voce, battimani e chitarra solista a Come Together , chitarra ritmica
- Paul McCartney: seconda voce e pianoforte a Come Together, battimani a Something, basso elettrico
- George Harrison: voce a Something, chitarra ritmica a Come Together, battimani a Something, chitarra solista
- Ringo Starr: batteria, maracas a Come Together, battimani a Something[2][3]

### Altri musicisti non accreditati, suSomething
- 12 violini
- 4 viole
- 4 violoncelli
- 1 contrabbasso[2]